# Калисто, Орландо
Орландо Калисто де Соуза (порт. Orlando Calisto de Souza; 18 декабря 1975, Дуки-ди-Кашиас) — бразильский футболист, защитник.

## Карьера
В 2003—2007 годах выступал в клубе российской премьер-лиги «Рубин» Казань. В ноябре 2007 года после окончания контракта с «Рубином» Калисто принял решение вернуться на родину и продолжить карьеру в клубе «Васко да Гама» Рио-де-Жанейро.
В январе 2009 года Калисто перешёл в клуб «Ботафого» из муниципалитета Рибейран-Прету. В новой команде он дебютировал 22 января в матче против «Брагантино», выйдя на замену. Встреча завершилась поражением его команды — 2:4. За три месяца он принял участие в 14 матчах Лиги Паулисты.
В августе того же года 34-летний защитник стал игроком клуба «Олария», а в начале 2010 года перешёл в «Жувентуде». Его дебют в команде состоялся 10 февраля в матче Кубка Бразилии против «Ж. Малуселли». В составе «Жувентуде» Калисто сыграл 8 матчей в Серии C и 15 в Лиги Гаушу, отличившись одним забитым голом.
Затем он вновь оказался в «Оларии», а позже выступал за команды «Аудакс Рио» и «Санта-Рита».

## Достижения
Командные
- Бронзовый призёр чемпионата России: 2003

Личные
- В списках 33 лучших футболистов чемпионата России (3): № 2 (2005); № 3 (2003, 2006)